# 農道離着陸場

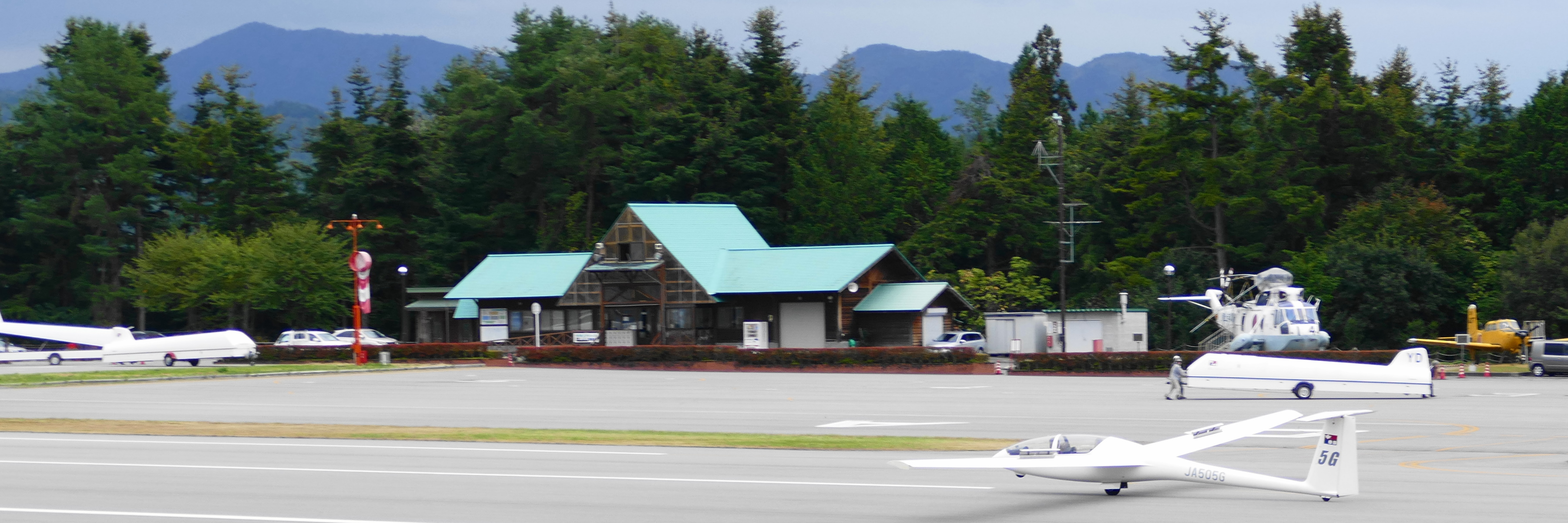
農道離着陸場（飛騨エアパーク）

農道離着陸場（のうどうりちゃくりくじょう）とは、1988年（昭和63年）に始まった農林水産省の農道離着陸場整備事業により、農道を拡幅して作った飛行場の一種。別名、農道空港とも呼ばれる。空港法の種別では、場外離着陸場に分類される。
農道離着陸場整備事業は、1998年（平成10年）に事業廃止。最終的に8か所が建設された。

## 建設の背景と経緯
農道の機能拡充を模索する中で、小型飛行機により付加価値の高い農産物を消費地へ空輸する事で地域の農業振興をはかる目的で作られた。ゆくゆくは旅客輸送まで視野に入れた計画であったといわれる。
当初から輸送コストが高い、建設・維持費など考えると黒字化はとても無理、旅客化は運輸省（当時）の空港建設計画と重複し無意味などと批判が強かった。しかし、バブル期で経済規模が拡大している時代でもあり、地方自治体や農水省は結果的に実態とかけ離れた需要予測を元に建設を推進した。
1989年（平成元年）5月に美唄市茶志内町3区の空知中核工業団地内に仮設の滑走路を開設して、同年6月2日にチャーター機で仙台空港との間で輸送実験が行われた。
実験的な運航の初期の同年6月20日には早くも空荷で離陸する便が生じるなど実験段階から問題が表面化していたが、自治体側などの推進姿勢が変わることはなかった。
こうした実際に農産物を空輸する実験は同年7月に女満別空港を経由する形で北見市でも行われている。
1991年（平成3年）8月に新得町農道離着陸場の1次舗装が完成したため、翌月9月2日にチャーター機で仙台空港との間で輸送実験が行われた。
同年10月に岡山県笠岡市に笠岡地区農道離着陸場（笠岡ふれあい空港）が開場。
翌1992年（平成4年）4月に豊肥地区農道離着陸場（現・大分県央飛行場）、同年7月17日には新得町農道離着陸場（北海道）が、1995年（平成7年）6月に飛騨農道離着陸場（飛騨エアパーク：岐阜県）、1997年（平成9年）10月10日に美唄市農道離着陸場（スカイポート美唄：北海道）、同年10月13日に北見市農道離着陸場（スカイポートきたみ：北海道）、同年10月に余市農道離着陸場（アップルポート余市：北海道）が各々正式に開業し、1998年（平成10年）4月に農道離着陸場整備事業で最後となる福島市農道離着陸場（ふくしまスカイパーク：福島県）が正式に開業した。

## 特徴
農道離着陸場は、8箇所全てが同一規格（800ｍ長×25ｍ幅）を中心とする場外離着陸場で、VFR（有視界飛行方式）のみ対応する。
また運用時間も昼間のみで、北海道など積雪地域では冬期間閉鎖する離着陸場もある。
農道を拡張・延長する基本思想で建設されたため、飛行場としての基本的要件を充分に満たしているとは言えず、地形や横風の影響を受け易い。
離着陸に関する情報入手のためのフライトサービスや給油などが常時可能な離着陸場は4箇所程度である。

## 利用上の問題点
1989年（平成元年）6月20日に美唄と仙台の間で行われていた運行実験で、早くも空荷で離陸する便が生じるなど実験的な運航の初期の段階から問題が表面化していたが、事業は大きな見直しもないまま進行した。
そして、悪天候時に離着陸が出来ないために、新得町農道離着陸場の初年度の就航率は約63%留まり、輸送料も割高であるなど正式な開業直後にも問題が相次いで表面化した。
また、行政からの補助金を受けた委託事業として当事業向けの農産物を作っていた農家も多く、補助金の打ち切りと共に空輸による販売を前提とした農作物の作付・生産自体が大きく減少して積み荷が集まらなくなるという事態も発生し、そのことにその年の天候不順による生育遅れも重なったことから、1997年（平成9年）の新得町農道離着陸場の農産物の空輸実績は早くも0となった。
北見市農道離着陸場も2005年（平成17年）は年間で1回だけ、2006年（平成18年）度には農産物の空輸実績は0となっていたことから、北見市長の諮問機関が廃止の検討をするよう提言する事態に至った。
こうして点を含めて数々の問題が生じたことから、結果的に建設されたすべての農道空港が赤字となった。現在は、地元自治体が多目的離着陸場として運営している。
1. 空輸するほど付加価値の高い農産物の需要が創出できなかった。
2. 大都市方面への行きの貨物はともかく、帰り便の貨物はゼロに等しく効率が悪かった。
3. 空港開設期にバブル経済が終焉を迎えた。
4. 高速道路が次々と完成し、トラック輸送との優位性が低下した。
5. 事実上、夜間の離着陸ができないため、市場の開場時刻に合わせて出荷することができず、鮮度の優位性が確保できなかった。
6. 地方空港の高規格化が進み、旅客化の見通しが無くなった。
7. 大都市の空港では、旅客便の集中化が進み、離着陸が難しい状況になった（羽田空港発着枠を参照）。

## 活用への模索

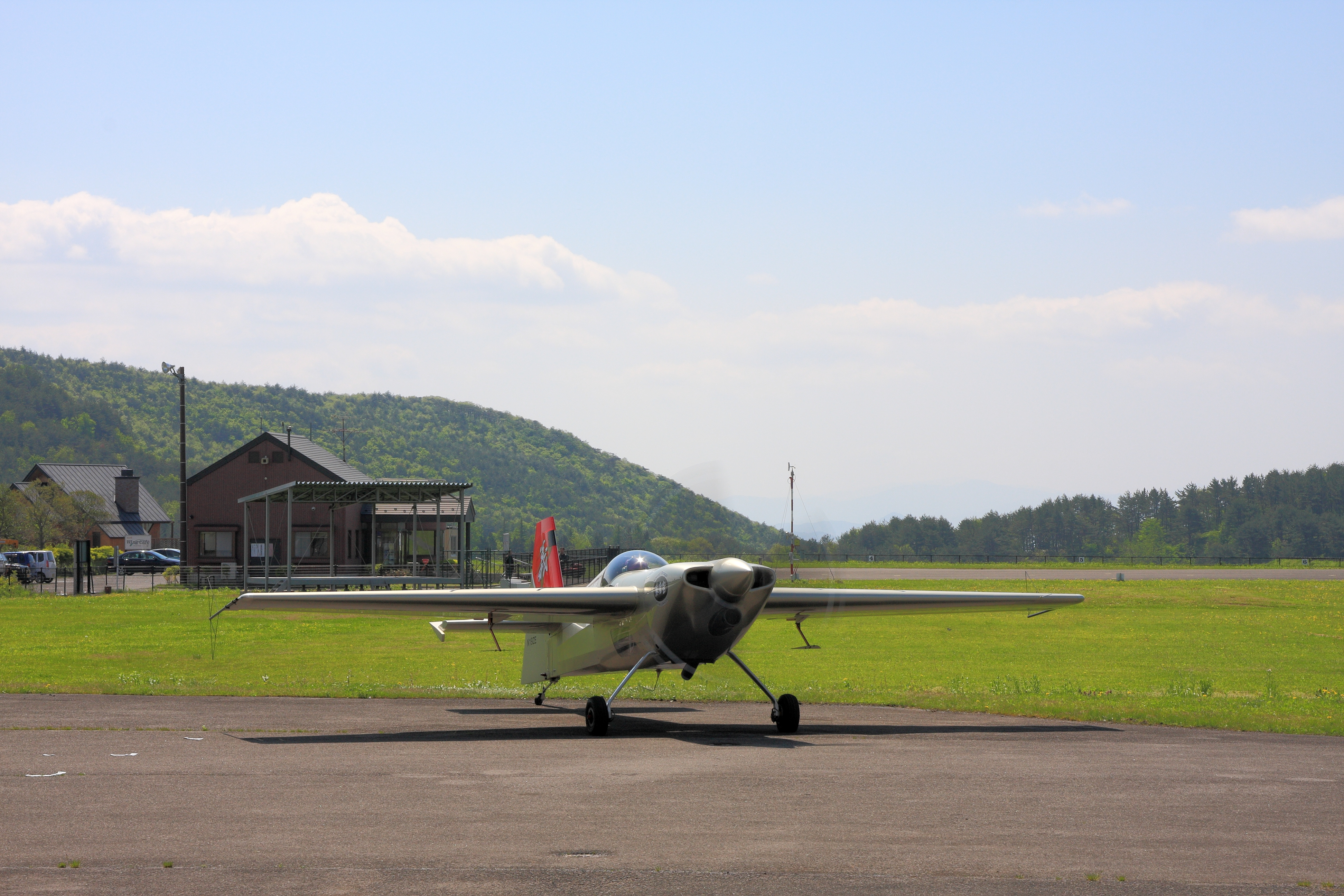
曲技飛行士の室屋義秀が国内練習拠点とするふくしまスカイパーク

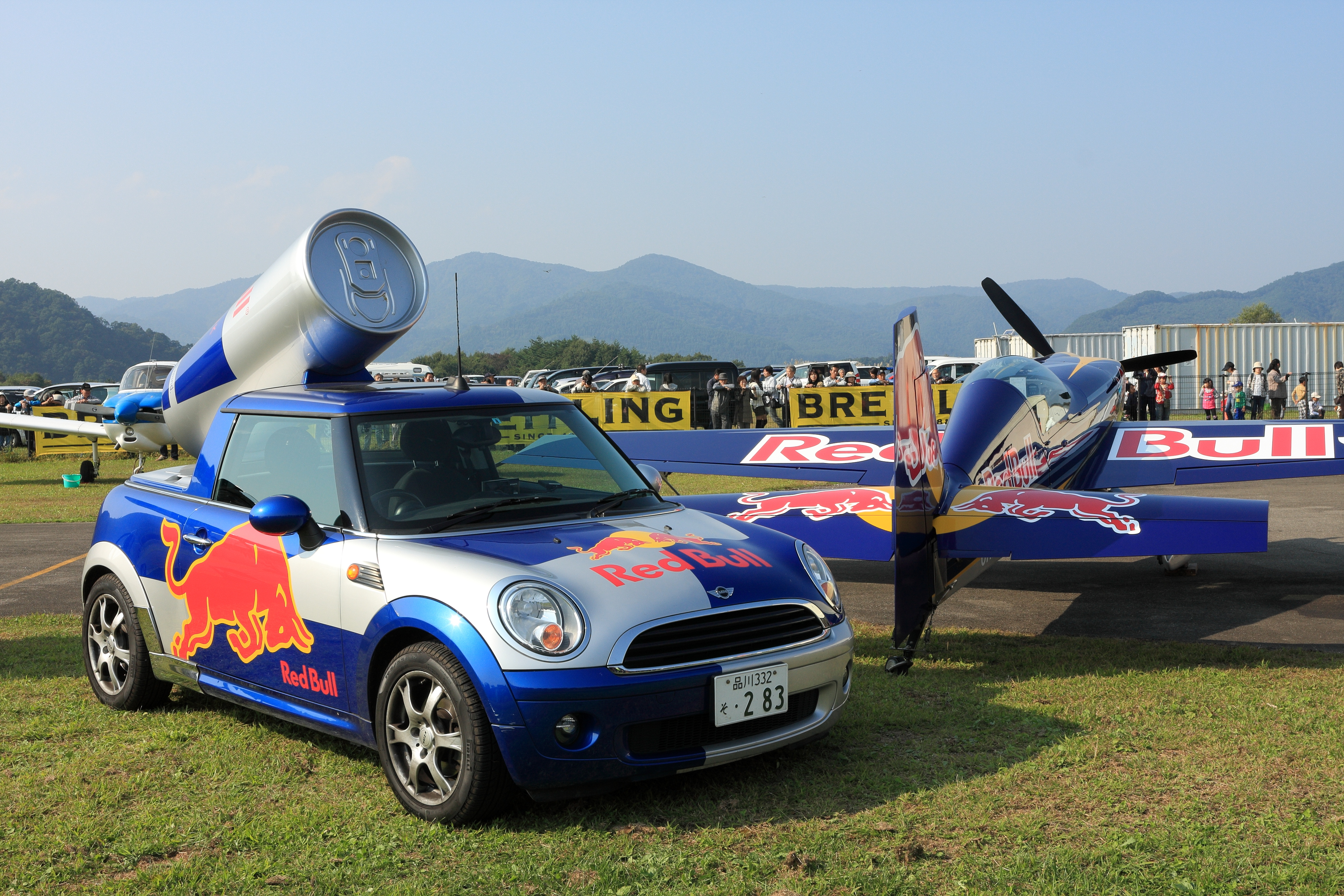
航空イベントの会場としての利用（ふくしまスカイパーク）

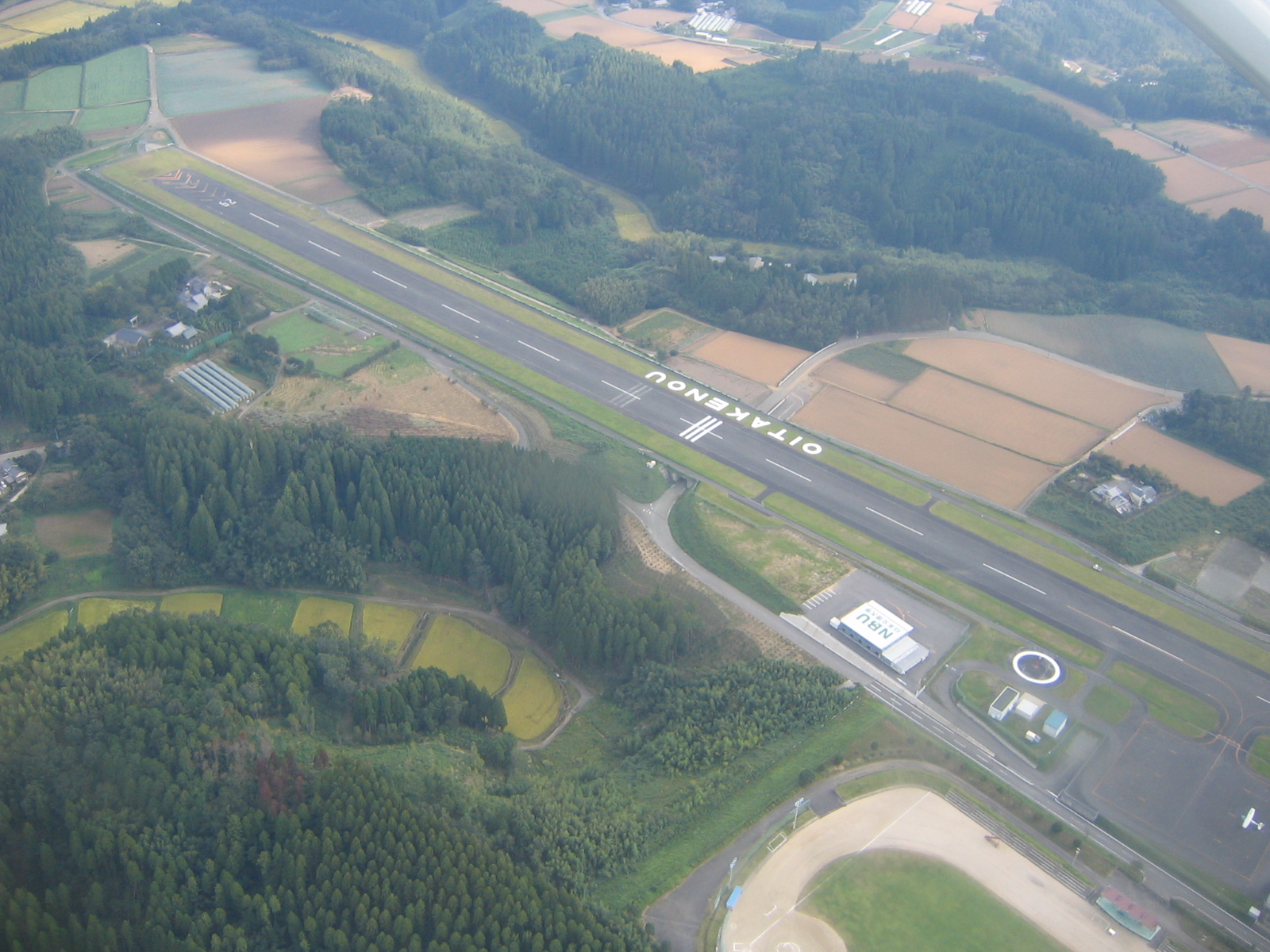
農道離着陸場から飛行場に格上げされた大分県央飛行場

本来の目的での使用が伸び悩むなか、2000年（平成12年）に給油施設や無線設備を整備して、北海道庁が防災ヘリコプターの離着陸場所として活用を始めることになったほか、同年9月には軽飛行機のラリーレースが余市農道離着陸場で開かれるなど、農産物輸送以外での活用の模索が始まった。
2001年（平成13年）には規制緩和で、農産物輸送以外の利用も正式に可能となったことで、ドクターヘリや防災ヘリコプターの離着陸場としても活用されている他、急患輸送の際に救急車とドクターヘリのランデブーポイントにも利用されている。
多くは住宅密集地から離れ、混雑していないため飛行計画の自由度が高く、不定期の遊覧飛行や曲技飛行の訓練、モーターグライダーやスカイダイビングなどのスカイスポーツにも利用されるようになっている。
滑走路の広さを生かして、イベント会場などとしての貸出も進められ、1998年（平成10年）5月には、YOSAKOIソーラン祭りに向けた踊り手たちの練習会場として貸し出されている。他にも大型トラックの凍結路面での走行実験やラジコン飛行機大会や盆踊り会場といった祭りや大会の会場、地方公共団体や消防の防災訓練の場としても利用されている。
こうしたレジャー関連など、本来の目的外の用途が中心となることへの疑問もあり、北見市では市議会から維持費に見合う使い方を求める意見が出されたほか、市長の諮問機関から廃止の検討をするよう提言されている。一部では、農道離着陸場の管理・運営を、地方公共団体から特定非営利活動法人などに移管する事例も見られる。
豊肥地区農道着離陸場では、一層の利用拡大をはかるため1997年から、チャーター便などの人員輸送も可能な「その他の飛行場」に格上げされ、現在の大分県央飛行場の名称に変更された。

## 農道離着陸場一覧
| 名称（愛称） 所在地 運営                                                                          | 運用開始                                              | 運用期間   | 滑走路方位 |
| ------------------------------------------------------------------------------------------------- | ----------------------------------------------------- | ---------- | ---------- |
| 北見地区農道離着陸場 （スカイポートきたみ） 北海道北見市豊田 北見市農林商工部耕地林務課           | 1997年（平成9年）10月13日                             | 5月 - 12月 | 10/28      |
| 新得町農道離着陸場 北海道上川郡新得町字上佐幌東1線 新得町産業課農政係                             | 1992年（平成4年）7月17日                              | 5月 - 12月 | 17/35      |
| 美唄市農道離着陸場 （スカイポート美唄） 北海道美唄市茶志内町3区 美唄市農政部農林整備課土地改良係  | 1997年（平成9年）10月10日                             | 5月 - 11月 | 02/20      |
| 余市農道離着陸場 （アップルポート余市） 北海道余市郡余市町登町 余市町農林課                       | 1997年（平成9年）9月                                  | 5月 - 10月 | 04/22      |
| 福島市農道離着陸場 （ふくしまスカイパーク） 福島県福島市大笹生 特定非営利活動法人ふくしま飛行協会 | 1998年（平成10年）4月                                 | 4月 - 12月 | 14/32      |
| 飛騨農道離着陸場 （飛騨エアパーク） 岐阜県高山市丹生川町北方 一般社団法人飛騨エアパーク協会       | 1995年（平成7年）6月                                  | 4月 - 12月 | 10/28      |
| 笠岡地区農道離着陸場 （笠岡ふれあい空港） 岡山県笠岡市カブト西町 笠岡市建設産業部産業振興課       | 1991年（平成3年）10月                                 | 通年       | 03/21      |
| 豊肥地区農道着陸場 （大分県央飛行場） 大分県豊後大野市大野町田代 大分県県央飛行場管理事務所       | 1992年（平成4年）4月 1997年（平成9年）8月格上げ・改称 | 通年       | 03/21      |

## 事業化が見送られた農道離着陸場
現地調査完了及び、実際に計画案が練られた農道離着陸場。
- 久慈（岩手）
- 横手平鹿（秋田）
- 最上（山形）
- 群馬東部（群馬・太田）
- 上越（新潟）
- 丹後（京都・京丹後）
- 飯石（島根・雲南）
- 国見山麓（佐賀・伊万里）
- 島原（長崎）
- 人吉球磨（熊本・球磨）